# ジェームズ・ハーグリーブス
ジェームズ・ハーグリーヴス（James Hargreaves、1720年頃 - 1778年4月22日）は、イングランドのランカシャーの大工で、発明家。1764年ジェニー紡績機を発明したことで知られている。
ランカシャーのオズワルトウィスル近郊で生まれ、当時人口5000人ほどの町だったブラックバーンに住んでいた。ブラックバーンは "Blackburn greys" と呼ばれるリンネルの経糸（たていと）と木綿の緯糸（よこいと）で織った織物で知られていた（染色はロンドンで行われていた）。木綿糸の需要が増えて供給が逼迫し、糸車で1本ずつ糸を紡ぐのでは間に合わなくなっていた。

## ジェニー紡績機

ジェニー紡績機

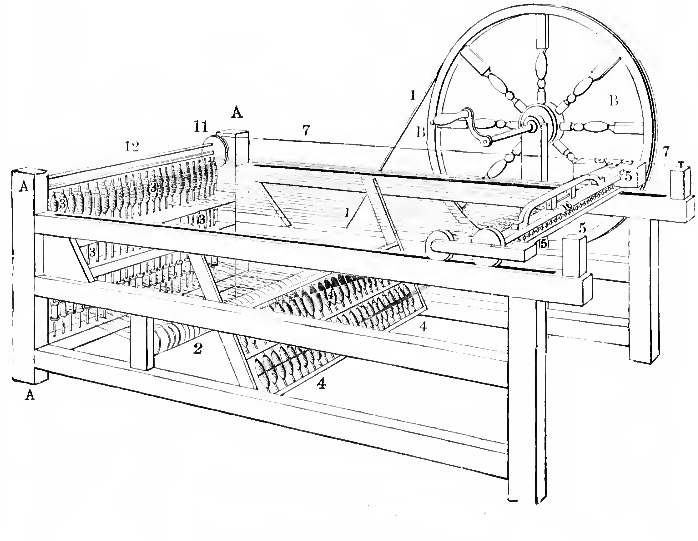
紡績工場で使われていた改良型ジェニー紡績機

1764年頃、8本（後に16本に改良）の糸を同時に紡ぐことのできる多軸紡績機を発明し、ジェニー紡績機（Spinning Jenny）と命名した（ジェニーという名前はハーグリーブスの妻の名前とされるが、彼の娘の名前から名付けられたとする説もある）。糸車が床に倒れた際に糸車と紡錘が回り続けたのを見て思いついたという。そして複数の紡錘を垂直に並べて置けば、複数の糸を一度に紡ぐことができると気付いた。ジェニー紡績機は木綿の緯糸の生産には十分だったが、経糸に使える品質の糸は生産できなかった。高品質の経糸用の糸の生産を機械化したのはリチャード・アークライトである。
ジェニー紡績機は家内工業用に広く用いられたが、緯糸の価格が下落するにおよび、世間の雰囲気は変化した。
ジェニー紡績機への反対により、ハーグリーブスは木綿の靴下の生産が盛んなノッティンガムに移住した。靴下製造業界は、それに適した糸の供給増大を歓迎していた。アークライトも後にノッティンガムでさらなる成功を収めている。ハーグリーブスはシプリーという男のためにジェニー紡績機を作り、1770年6月12日に特許を取得し、ランカシャーでジェニー紡績機を使っている紡績業者らに法的措置をとれるようになった。特許料の徴収には失敗したが、ノッティンガムでの事業は亡くなる1778年まで続いた。翌年にはサミュエル・クロンプトンがミュール紡績機を発明している。